# Malmeanthus
Malmeanthus, rod glavočika iz podtribusa Disynaphiinae, dio tribusa Eupatorieae.

## Opis
Rod Malmeanthus uključuje 3 grmolike vrste koje se uglavnom javljaju u Brazilu, a jedna se proteže do Urugvaja i Argentine. Kako su opisali King i Robinson (1987.), rod je definiran nedostatkom specijaliziranih karakteristika koje se vide u drugim srodnim rodovima, a ima papus s brojnim čekinjama, 5 rebrastih cipsela bez karpopodija i vjenčiće u obliku lijevka.

## Vrste
1. Malmeanthus catharinensis R.M.King & H.Rob.
2. Malmeanthus hilarii (B.L.Rob.) R.M.King & H.Rob.
3. Malmeanthus subintegerrimus (Malme) R.M.King & H.Rob.

## Sinonimi
Nema.